# Чепурний Назар Вячеславович
Назар Вячеславович Чепурний (нар. 03 вересня 2002, Черкаси) — український гімнаст. Майстер спорту

## Біографія
Навчається у черкаській спеціалізованій школі №13.

## Спортивна кар'єра
З трьох з половиною років тренується у обласній дитячо-юнацькій спортивній школі "Олімпія" у тренера Ірини Володимирівни Надюк.

### 2018
На Всесвітній літній Гімназіаді в Марракеші у багатоборстві виборов срібну нагороду, бронзу у вправі на кільцях та перемогу на поперечині.
У Баку на відбірковому турнірі на літні юнацькі Олімпійські ігри 2018 у багатоборстві показав 12-й результат та здобув ліцензію на ігри.
На літніх юнацьких Олімпійських іграх 2018 у Буенос-Айресі в мультидисципліні у складі «Тім Сімони Байлз» разом зі спортивними гімнастами Крістіаном Балашом (Угорщина), Руаном Ленджом (ПАР), Тамарою Анікою Онг (Сінгапур), Фам Ну Фуонгом (В'єтнам), Альбою Петіско (Іспанія), болгарською змішаною парою в акробатиці Маріелою Костадіновою/Панайотом Дімітровим, представницями художньої гімнастики Талісою Торретті (Італія), Дарією Трубніковою (Росія), Єлизаветою Лузан (Азербайджан), а також батутистами Ліамом Крісті (Австралія) та Фань Сіньі (Китай) здобув перемогу. У фіналі багатоборства посів шосте місце з 79,331  балами, в опорному стрибку з 13,983 балами здобув особисту нагороду срібного ґатунку, а на паралельних брусах та вільних вправах - четверте місце.
За результатами жовтня завдяки перемозі на літніх юнацьких Олімпійських іграх 2018 Національним олімпійським комітетом Черкаської області Назара було визнано спортсменом жовтня.

### 2019
У червні на першому в історії юніорському чемпіонаті світу в командних змаганнях разом з Іллєю Ковтуном та Володимиром Костюком виборов срібну нагороду. У фіналі багатоборства зупинився на сьомій позиції з 78.981 балами. У фіналі у вільних вправах здобув бронзову нагороду, на паралельних брусах став сьомим, а на поперечині здобув перемогу.
У липні на Європейському юнацькому олімпійському фестивалі 2019 в Баку, Азербайджан, в командних змаганнях разом з Іллєю Ковтуном та Володимиром Костюком здобули перемогу. У багатоборстві став шостим. У фіналах в окремих видах продемонстрував результати: у вільних вправах та коні здобув перемоги, а на кільцях - срібну медаль.

### 2025
У квітні Чепурний став дворазовим призером етапу Кубка світу зі спортивної гімнастики, здобувши золоту медаль на паралельних брусах на передостанньому етапі Кубка світу зі спортивної гімнастики у Досі (Катар).

## Результати на турнірах

### Юніорські змагання
| Рік  | Змагання                        | КБ | ІБ | Вільні вправи | Кінь | Кільця | Опорний стрибок | Паралельні бруси | Перекладина |
| ---- | ------------------------------- | -- | -- | ------------- | ---- | ------ | --------------- | ---------------- | ----------- |
| 2016 | Чемпіонат Європи                | 7  | 10 |               | 5    |        |                 | 6                |             |
| 2018 | Чемпіонат Європи                | 5  | 9  |               |      |        |                 |                  |             |
| 2018 | Юнацькі Олімпійські ігри        | 1  | 6  | 4             |      |        | 2               | 4                |             |
| 2019 | Чемпіонат світу                 | 2  | 7  | 3             |      |        |                 | 7                | 1           |
| 2019 | Юнацький олімпійський фестиваль | 1  | 6  | 1             | 1    | 2      | 4               |                  |             |

### Дорослі змагання

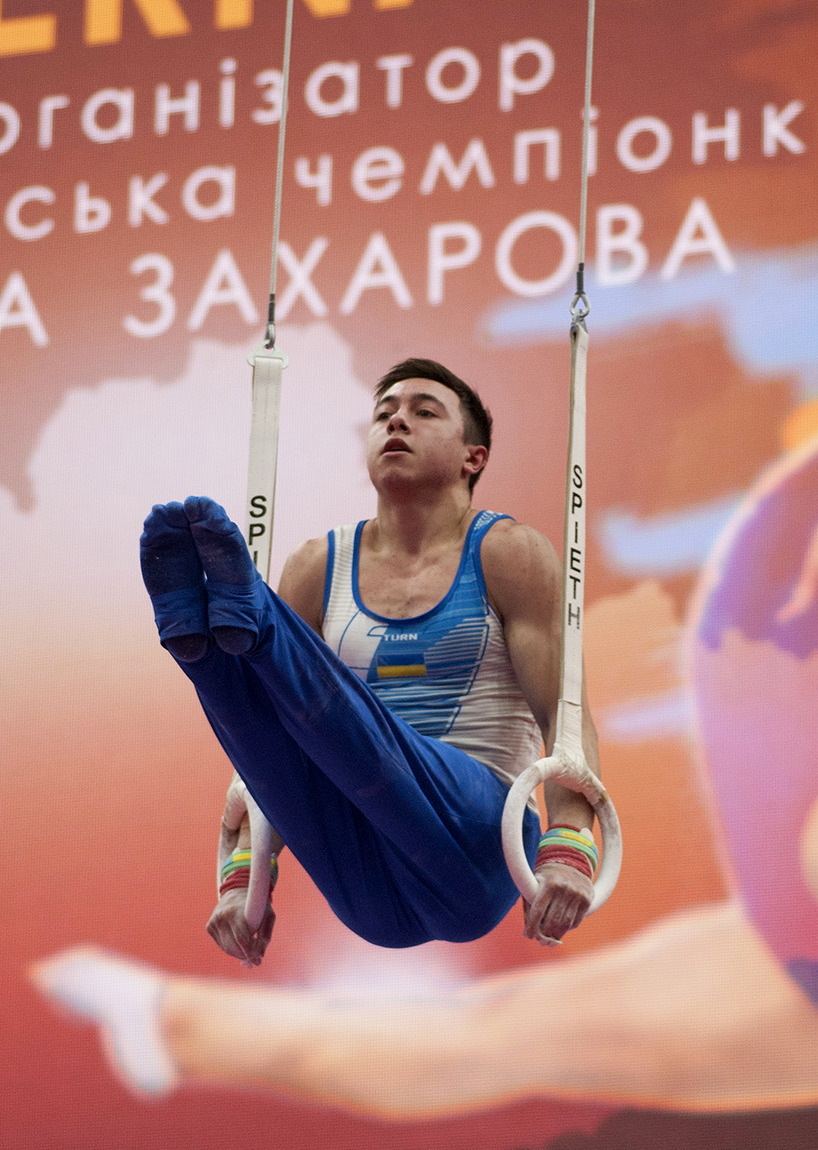
Виступ Чепурного на кільцях, Ukraine International Cup, 2021

| Рік  | Змагання                                | КБ | ІБ | Вільні вправи | Кінь | Кільця | Опорний стрибок | Паралельні бруси | Перекладина |
| ---- | --------------------------------------- | -- | -- | ------------- | ---- | ------ | --------------- | ---------------- | ----------- |
| 2020 | Відкритий чемпіонат м.Києва             |    | 5  |               |      |        |                 |                  |             |
| 2020 | Чемпіонат України, м.Кропивницький      |    |    | 3             |      |        | 2               |                  |             |
| 2021 | Чемпіонат України, м.Кропивницький      | 4  | 5  |               | 6    |        | 4               |                  |             |
| 2021 | UKRAINE INTERNATIONAL CUP               | 1  | 7  |               |      | 3      | 1               |                  |             |
| 2021 | Кубок виклику у Варні                   |    |    |               | 31   |        | 1               | 29               | 26          |
| 2021 | Кубок виклику у Каїрі                   |    |    |               | 3    |        | 1               | 11               | 4           |
| 2021 | Чемпіонат світу                         |    |    | 20            |      |        | 7               | 23               |             |
| 2021 | Чемпіонат України серед ДЮСШ та СДЮШОР  | 1  |    |               |      |        | 1               |                  | 2           |
| 2022 | Кубок світу в Котбусі                   |    |    |               |      |        | 2               | 21               | 24          |
| 2022 | Кубок світу в Досі                      |    |    |               |      |        | 2               | 14               | 21          |
| 2022 | Кубок світу в Каїрі                     |    |    |               |      |        | 2               | 7                | 25          |
| 2022 | Кубок світу в Баку                      |    |    |               |      |        | 1               | 10               |             |
| 2022 | Maccabiah Games and Israel Championship | 3  |    |               |      | 3      |                 |                  |             |
| 2023 | Кубок світу в Каїрі                     |    |    |               |      |        | 2               | 26               |             |
| 2023 | Універсіада                             | 11 | 24 | 47            | 73   | 30     | 1               | 22               | 36          |
| 2023 | Кубок виклику в Мерсіні                 |    |    | 15            |      |        | 1               | 2                | 22          |
| 2023 | Кубок виклику в Сомбатхей               |    |    | 6             |      |        | 1               | 3                | 10          |
| 2023 | Чемпіонат світу                         | 12 | 57 | 123           | 81   | 77     | 3               | 134              | 87          |
| 2024 | Кубок світу в Каїрі                     |    |    |               |      |        | 2               |                  |             |
| 2024 | Кубок світу в Котбусі                   |    |    |               |      |        | 23              |                  |             |
| 2024 | Кубок світу в Баку                      |    |    |               |      |        | 1               |                  |             |
| 2024 | Чемпіонат Європи                        | 1  |    | 41            | 55   |        | 3               | 6                | 74          |
| 2024 | Кубок виклику у Варні                   |    |    |               |      |        | 1               | 2                |             |
| 2024 | Олімпійські ігри                        | 5  |    | 41            | 44   |        | 6               | 36               | 42          |
| 2025 | Кубок світу в Котбусі                   |    |    | 23            | 11   |        | 2               | 2                |             |
| 2025 | Кубок світу в Баку                      |    |    | 3             |      |        | 1               | 5                |             |
| 2025 | Кубок світу в Досі                      |    |    | 5             | 17   |        | 2               | 1                |             |
| 2025 | Кубок світу в Каїрі                     |    |    | 3             | 25   |        | 2               | 8                |             |
| 2025 | Чемпіонат Європи                        |    | 14 | 4             |      |        | 3               |                  |             |

*курсивом виділено місце спортсмена у кваліфікації

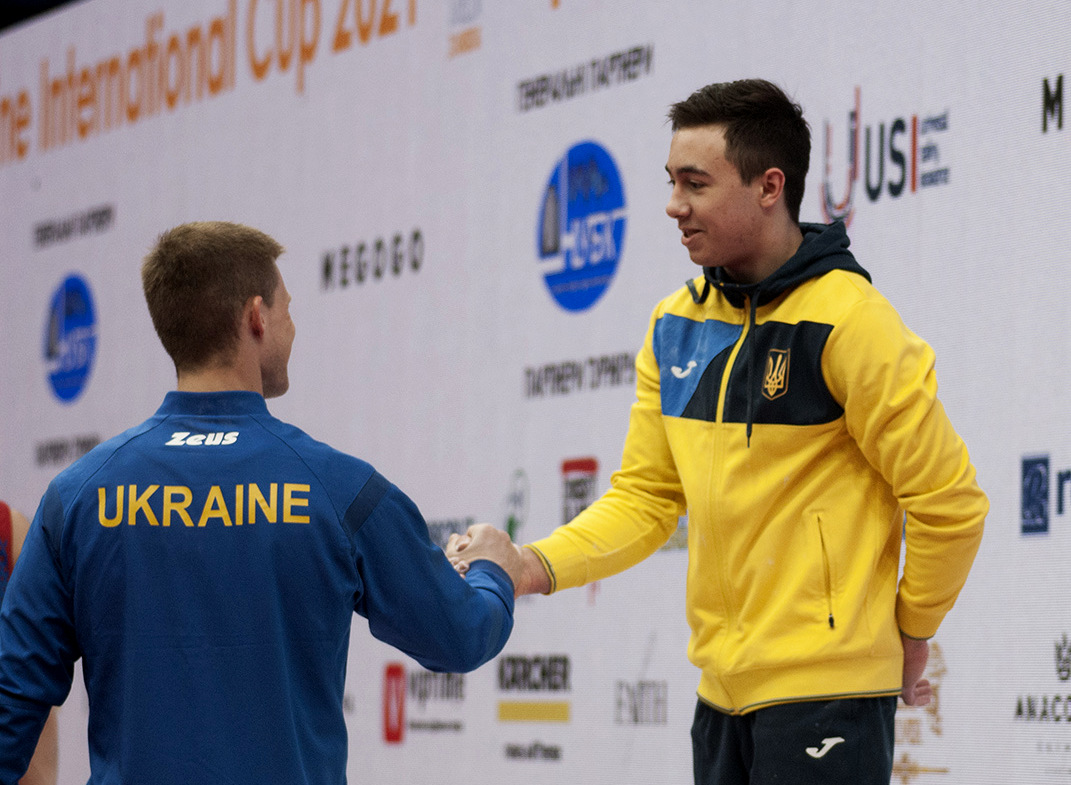
Чепурний - призер Ukrainian International Cup 2021 у вправах на кільцях